# Gustavo Frizzoni
Gustavo Frizzoni (Bergamo, 11 agosto 1840 – Milano, 10 febbraio 1919) è stato un critico d'arte italiano.

## Biografia
Nacque a Bergamo in una famiglia di origini svizzere. Il padre che, insieme con i fratelli possedeva una ditta di lavorazione della seta, era un bibliofilo e un collezionista. Gustavo si laureò in letteratura italiana a Pisa nel 1864, e nel 1866 partecipò come volontario garibaldino alla terza guerra d'indipendenza.
Sotto l'influsso di Giovanni Morelli, storico dell'arte e amico di famiglia che, dopo la morte del padre, aveva curato la sua educazione e quella dei fratelli, prese sempre più ad interessarsi agli argomenti artistici, pubblicando i suoi primi lavori nel 1869  e proseguendo negli anni successivi con testi più impegnativi. Alcuni dei suoi scritti più importanti furono raccolti e pubblicati nel 1891 con il titolo Arte italiana del Rinascimento.
Sempre nel 1891, morto Morelli, del quale era ormai divenuto uno stretto collaboratore, Frizzoni ereditò gli appunti del maestro, curandone la pubblicazione. In questi testi non riesce sempre agevole distinguere le originali opinioni del Morelli da quelle del suo allievo. Importante fu anche la sua attività di consulente chiamato per orientare le acquisizioni dei musei italiani e stranieri, specialmente per le opere lombarde e venete del quindicesimo e sedicesimo secolo.
Commissario nel 1898 presso il Museo Poldi Pezzoli di Milano, nello stesso periodo collaborò con Corrado Ricci per la riorganizzazione della Pinacoteca di Brera. Nell'esposizione delle opere, Frizzoni non condivise sempre le scelte degli altri esperti, ispirate a criteri che privilegiavano l'attenzione per l'età e le scuole artistiche, secondo l'insegnamento di Adolfo Venturi. Frizzoni riteneva che si dovesse tener conto anche dei risultati estetici degli accostamenti, e nelle successive riorganizzazioni di altre importanti istituzioni artistiche e culturali milanesi, cercò di valorizzare questa sua sensibilità.
La sua attività si manifestò, inoltre, con la collaborazione a riviste artistiche (quali Nuova antologia di lettere, scienze ed arti e Archivio storico dell'arte) e quotidiani con articoli e note che non ebbero, però, una vasta diffusione.
Il Frizzoni fu decisamente critico verso la politica dello Stato italiano in materia di beni artistici, orientamento che aveva trovato espressione in una legge del 1902 per la tutela del patrimonio artistico nazionale. Riteneva che un protezionismo, privo di controlli efficaci, fosse inutile e dannoso, incapace di impedire l'esportazione delle opere e, nello stesso tempo, tale da indurre diffidenza tra i privati collezionisti che andavano invece incoraggiati. Espose questa sua posizione favorevole a un libero mercato artistico, in un intervento nel Congresso artistico internazionale di Venezia del 1905. L'intervento venne poi pubblicato nell'opuscolo In qual modo si possa impedire, senza ledere il diritto dei privati, che opere d'arte pregevoli continuino ad essere portate via dall'Italia, edito nel 1908.
Questo suo atteggiamento fu anche oggetto di polemiche e il Frizzoni fu accusato di scarso patriottismo e di agire per interessi personali.
Alla sua scomparsa, avvenuta a Milano, a settantotto anni, nel 1919, la sua biblioteca e il suo archivio fotografico, secondo quanto aveva predisposto, furono donati all'Accademia di belle arti di Brera.

## Opere
- Delle pitture di Baldassarre Peruzzi e del giudizio portatone dal Sig. Cavalcaselle, Roma, Tip. delle scienze mat. e fis., 1869.
- I pittori italiani dell'epoca del Rinascimento nella Reale Galleria di Berlino. Studio critico, Roma, Tipografia delle Scienze Matematiche e Fisiche, 1871.
- Di alcune insigni opere di scultura del XV e del XVI secolo esistenti in Mantova, Perugia, Tipografia G. Boncompagni e C., 1873.
- Lorenzo Lotto e le sue pitture nella cappella Suardi a Trescorre, Perugia, Tip. G. Boncompagni, 1875.
- Alessandro Bonvicino detto il Moretto, pittore bresciano e le fonti storiche a lui referentisi, Perugia, Tipografia G. Boncompagni e C., 1876.
- Napoli ne' suoi rapporti coll'arte del Rinascimento, Firenze, Cellini, 1878.
- L'arte dell'Umbria rappresentata nella nuova Pinacoteca comunale di Perugia, Firenze, Coi tipi di M. Cellini e C., 1880.
- Arte italiana nella galleria nazionale di Londra, Firenze, Cellini, 1880.
- Delle relazioni di Leonardo da Vinci coll'Oriente, Milano, Coi tipi della perseveranza, 1884.
- Collezione di quaranta disegni scelti dalla raccolta del senatore Giovanni Morelli riprodotti in eliotipia descritti ed illustrati dal Dr. Gustavo Frizzoni, Milano, Ulrico Hoepli, 1886.
- Arte italiana del Rinascimento. Saggi critici, Milano, Fratelli Dumolard, 1891.
- Serie di capolavori dell'arte italiana, Roma, Tip. dell'Unione cooperativa editrice, 1892.
- La Pinacoteca di Brera e il suo nuovo catalogo, Roma, Tipografia dell'Unione coop. ed., 1893.
- Iacopo Burckhardt nella persona, nei pensieri, nelle opere, Roma, Tipografia Forzani, 1898.
- Appunti critici intorno alle opere di pittura delle scuole italiane nella Galleria del Louvre, Roma, Unione cooperativa, 1906.
- In qual modo si possa impedire, senza ledere il diritto dei privati, che opere d'arte pregevoli continuino ad essere portate via dall'Italia, Venezia, Tip. C. Ferrari, 1908.
- Le gallerie di Milano, Bergamo, Istituto italiano d'arti grafiche, 1912.
- La pittura italiana dal Mantegna al Correggio, Roma, E. Calzone, 1914.
- Luigi Cavenaghi e i maestri dei tempi antichi, Roma, Direzione della Nuova antologia, 1918.